# Barclaya motleyi
Barclaya motleyi ist eine Pflanzenart aus der Gattung Barclaya innerhalb der Familie Seerosengewächse (Nymphaeaceae). Diese Wasserpflanze kommt von Thailand bis Westmalaysia sowie in Neuguinea vor.

## Beschreibung

### Vegetative Merkmale
Barclaya motleyi ist eine ausdauernde krautige Pflanze. Die Rhizome sind 2-6 cm lang.
Die Laubblätter sind in Blattstiel und -spreite gegliedert. Die einfache Blattspreite ist bei einer Breite von 4-8 cm rund bis eiförmig.

### Generative Merkmale
Die nachtblühenden Blüten weisen einen Durchmesser von 6-8 cm auf. Es sind 20-35 Staubblätter vorhanden. Das Gynoeceum besteht aus 7-9 Fruchtblättern. Der Narbenbecher hat sieben bis neun Fruchtblattanhängsel. Die runde, 1,5 cm breite Frucht. Der stachelige Samen ist bei einer Länge von 1 mm sowie einem Durchmesser von 0,5 mm ellipsoid.

### Zytologie
Die Chromosomenzahl beträgt 2n = 36.

## Ökologie

### Vegetative Vermehrung
Es werden Ausläufer gebildet.

### Generative Vermehrung
Die Blüten sind emers und chasmogam. Der Blütenduft wird als stechend und lösungsmittelartig beschrieben. Selbstbestäubung ist möglich. Die Früchte reifen innerhalb von 4-5 Monaten heran.
Trotz einer dreiwöchigen Beobachtung am Naturstandort konnten keine Bestäuber festgestellt werden.

## Taxonomie und Botanische Geschichte
Das Typusexemplar wurde von James Motley zwischen 1857 und 1858 in Bangarmassing, Kalimantan, Indonesien gesammelt.
Das Artepitheton motleyi ehrt James Motley, der diese Art entdeckte und Herbarmaterial nach England verschickte. Motley hatte für diese neue Art das Artepitheton rotundifolia vorgesehen, aber nachdem er und seine Familie getötet wurden, beschloss Joseph Dalton Hooker, diese Art zu Ehren ihres verstorbenen Entdeckers zu benennen.
Die Erstbeschreibung erfolgte 1860 durch Joseph Dalton Hooker in Transactions of the Linnean Society of London. London, 23, S. 157, Tafel 21, Figur 1–5.
Synonyme für Barclaya motleyi Hook. f. sind: Hydrostemma motleyi (Hook. f.) Mabb., Barclaya hirta (Kurz ex Teijsm. & Binn.) Miq., Barclaya kunstleri (King) Ridl., Barclaya motleyi var. kunstleri King, Hydrostemma kunstleri (King) B.C.Stone, Nymphaea hirta Kurz ex Teijsm. & Binn.
Barclaya kunstleri galt als Synonym von Barclaya motleyi, wird aber im 21. Jahrhundert als separate Art angesehen. Diese wurde zuvor als Varietät von Barclaya motleyi unter dem Namen Barclaya motleyi var. kunstleri King behandelt. 
Es wurde „spekuliert“, dass Barclaya kunstleri eine Hybride von Barclaya motleyi und Barclaya longifolia sein könnte.

## Lebensraum
Barclaya motleyi kommt in flachen Bächen mit schlammigen oder sandigen Untergrund in Regenwäldern, Gummiplantagen und urbanen Gebieten vor.

## Gefährdung
Der IUCN-Gefährdungstatus ist "Data Deficient" (DD). Barclaya motleyi ist durch die Zerstörung des Lebensraums für die Landwirtschaft, den Bau von Staudämmen und durch Umweltverschmutzung bedroht. Eine neuere Studie stuft Barclaya motleyi als "Least Concern" (LC) ein.

## Nutzung
Sie wird in der Aquaristik verwendet. Sie kann in schlammigen, sauren, nährstoffreichen Böden bei Temperaturen von 22-26 °C kultiviert werden.